# 藤枝伸介
藤枝 伸介（ふじえだ しんすけ）は、日本の茨城県水戸市生まれのサクソフォーン・フルート奏者、音楽プロデューサー。

## 略歴
高校三年の頃ジャズ・サクソフォーン奏者Charlie Parkerのサウンドに衝撃を受け、18歳大学入学と同時にアルト・サクソフォーンを始める。2004年 - 2009年 i-depのサックス/フルート、フロントマンとして活動。2007年 DJ 井上薫との「Fusik」を結成。
2010年 第二回世田谷芸術アワード「飛翔」音楽部門を受賞。
ソロやSINSUKE FUJIEDA GROUPを中心に、アンビエント名義Sound Furniture、ROOTSTRIBE DUB SEPTET、MUMBIA Y SUS CANDELOSOS、藤枝伸介x富樫春生、谷中敦とのサクソフォーン・デュオ「2 of a kind」、EXOTICO DE LAGO、Yant Izez、などで活動中。
2012年より音楽レーベルSoFa Records（ソファーレコーズ）を運営。
2015年 銀座伊東屋新本館ビル店内音楽プロジェクトにクリエイターの一人として参加。
2019年 i-dep再結成。カナダ・ケベック州で開催された音楽フェスティバル、FEQ（フェスティバル・デテ・ドゥ・ケベック）にて優秀賞を獲得。
2023年 i-dep脱退。

## 人物
- Nikeのアパレルシリーズ“Life is sport”に役者として出演したことがある[1]。
- インタビュー記事[2]

## 作品

### アルバム
- Fusik 「Sunset Dance」（2007）
- SINSUKE FUJIEDA GROUP
  - 「EVOLUTION」（2009）
  - SINSUKE FUJIEDA GROUP「Informel」（2021）
- Polar Chalors
  - 「a day」（2011）
  - 「ELEMENTS OF MULTIVERSE」（2013）
- Sound Furniture
  - 「virginsnow」（2013）
  - 「Rituals」（2014）
  - 「TONERIUM」（2015）
  - 「Live at Camp Off-Tone 2015」（2017）
  - 「Orchestra in Park Ambient」（2017）
  - 「Afternoon in Park Ambient」（2017）
  - 「In/Lay」（2017）
- ArC「ArC」（2017）
- SINSUKE FUJIEDA × Hal-Oh Togashi「NIGHT SPHERE - Live at Jazz Bar Sea-」（2017）
- SINSUKE FUJIEDA 「HYPER HARMONY」（2018）

### EP
- SINSUKE FUJIEDA
  - 「Holy Mountain」 (Tenor Sax+琴）（2010）Remixer - TOKYO BLACK STAR / Shigeru Tanabu
  - 「Love Theme」 (Flute+Kalimba)（2010） Remixer - Takaaki Suzuki / Compufunk
  - 「morning」 (Bamboo sax+nature sounds)（2010） Remixer - Satoshi Fumi / Naohito Uchiyama
- SINSUKE FUJIEDA & HAL-Oh Togashi DUO 「Fukushima」（2012）
- KOYAS×SINSUKE FUJIEDA「Love To The People」（2018）
- SINSUKE FUJIEDA GROUP 「μration/Caravan」（オクラ印）（2022）

### シングル
- SINSUKE FUJIEDA GROUP 「nml」（2010）
- shiba×SINSUKE FUJIEDA「Love Them from BR」（2018）
- SINSUKE FUJIEDA「Gentle Erosion 緩やかな侵食」（2020）from SoFa Records

### 参加作品
- Why Sheep? 
  - 「EARTHBORN」analog（2003）
  - 「The myth & i」（2003）
- JAZZTRONIK 「SET FREE」（2003）
- 沖仁 「New Day to Be Seen」（2005）
- AZUMI（Wyolica） 「Kick up kiss」（2005）
- COOLON 「NO STEREO TYPE」（2006）
- Jagabee’s 「happee song」（2006）
- RAM RIDER 「旅に出よう(i-dep remix)」（2006）
- KALEIDO
  - 「KALEIDO」（2006）
  - 「New Sessions」（2007）
- Sotte Bosse
  - 「Essence of Life」（2006）
  - 「Innocent View」（2007）
  - 「Moment」（2007）
- London Elektricity 「Out of this world (i-dep remix)」（2007）
- ナイス橋本 「AFTER THE RAIN」（2007）
- MEG 「aquaberry」（2007）
- Kaoru Inoue (Chari Chari) 「in time (digital remaster盤 付属DVD）」（2007）
- Kenkou 「Just Like the Sun」（2008）
- 杏里（note native remix） 「悲しみがとまらない」（2009）
- note native「Worldwide」（2010）
- Kaoru Inoue  「Tokyo Diver feat Sinsuke Fujieda」（2010）
- Satoshi Fumi feat Sinsuke Fujieda 「Himawari」（2011）
- 富樫春生「Piano Songs Seasons」（2011）
- Satoshi Fumi「Colors」（2013）
- Satoshi Fumi feat Sinsuke Fujieda「Astral」（2014）
- Kentaro Iwaki 「Less is More」（2014）
- Satoshi Fumi feat.Riwin,Jakki Inaba & Sinsuke Fujieda「Monday Trip」（2015）
- 柚楽弥衣「惑星JUWEL Beyond the Galaxy」（2015）
- 松村拓海「Duologue」（2015）
- Calm「From my window」（2015）
- 616「Zero」（2015）
- DO SHOCK BOOZE 「MODERNIAN」（2016）
- no.9「Switch of LIFE」（2018）
- MUMBIA Y SUS CANDELOSOS 「HOKKORI TIME / CUMBIA DUCHA」（2020）
- MUMBIA Y SUS CANDELOSOS 「AZULE RUSO / OBAKE STEP」（2020）
- ROOTSTRIBE DUB SEPTET 「Delutions of Reality」（2020）
- the mantle brothers「SAMIT」（2022）
- PIANICA MAEDA & MUMBIA Y SUS CANDELOSOS 「おすべらかし／BELON BELON」（2022）
- MUMBIA Y SUS CANDELOSOS 「ONOMATOPEYA / MARIMBA DE CHONTOKIO」（2022）
- PIANICA MAEDA & MUMBIA Y SUS CANDELOSOS meets DUB MASTER X（2023）
- the mantle brothers 「dig it」（2023）